# Munkbyn (deel van) en Munkbysjön (deel van)
Munkbyn (deel van) en Munkbysjön (deel van) (Zweeds: Munkbyn (del av) och Munkbysjön (del av)) is een småort in de gemeente Ånge in het landschap Medelpad en de provincie Västernorrlands län in Zweden. Het småort heeft 87 inwoners (2005) en een oppervlakte van 29 hectare. Het småort bestaat uit een deel van de plaats Munkbyn en een deel van de plaats Munkbysjön. Net buiten Munkbysjön ligt het geografisch middelpunt van Zweden.